# Арконовальдо Бонаккорсі
Арконовальдо Бонаккорсі (італ. Arconovaldo Bonaccorsi, 22 серпня 1898 — 2 липня 1962) - італійський військовик, адвокат і політик, діяч фашистського руху.

## Біографія
Народився в Болоньї. У 1919 вступив до Італійського союзу боротьби. 
У 1922 як лідер фашистів Болоньї взяв участь у марші на Рим.
У 1928 закінчив Болонський університет і став працювати адвокатом, захищаючи фашистів у судах.
Коли в 1936 в Іспанії почалася громадянська війна, і республіканці спробували відбити у націоналістів Балеарські острови, він 26 серпня прибув у Пальму і, взявши командування силами націоналістів, розбив республіканців, внаслідок чого Франсіско Франко згодом нагородив його Хрестом Військових заслуг. Однак різанина комуністів, влаштована його «Драконами смерті» на Балеарах, призвела до протестів з боку Великобританії та Франції, а заяви про те, що Балеарські острови мають стати італійським протекторатом, завдавали шкоди міжнародному іміджу Італії, тому 23 грудня 1936 він був змушений повернутися в Італію.
У лютому 1937 у складі Італійського експедиційного корпусу знову вирушив до Іспанії, де взяв участь у Малагській операції та завоюванні Каталонії.
У 1938 як генерал чорносорочечників відправлений до Італійської Східної Африки.
Після початку Другої світової війни взяв участь у завоюванні Британського Сомалі.
Після того, як Італійська Східна Африка була завойована англійцями, опинився в британському полоні, де залишався до кінця війни.
У 1946 повернувся до Італії, де знову став працювати адвокатом, а також зайнявся політикою.
У 1950 захищав німецького генерала Отто Вагенера, звинуваченого у скоєнні військових злочинів на острові Родос і засудженого до 15 років в'язниці.
У 1957 на запрошення Франко відвідав Іспанію.
У 1958 був у списку кандидатів від Італійського соціального руху на виборах до Палати депутатів.
У 1962 помер у Римі внаслідок ускладнень після операції.

## Нагороди
- Срібна медаль «За військову доблесть»
- Залізний Хрест 1-го класу (Німеччина)

## Галерея

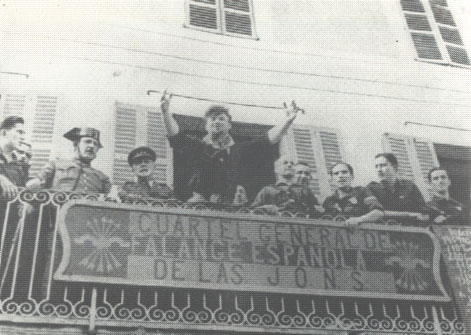
В Манакорі